# Ōtsuzumi
L'ōtsuzumi (大鼓, grand tambour), aussi appelé ōkawa (大皮, grande peau), est un tambour japonais en forme de sablier. Il s'agit d'une version plus grande du tsuzumi, ou kotsuzumi. Il est d'origine sino-indienne et est appelé zhanggu en Chine, janggu en Corée et urumee en musique indienne. Il est utilisé dans le théâtre japonais traditionnel et la musique folklorique. Son apparence et le son qu'il produit sont légèrement différents de ceux du tsuzumi. Alors que le tsuzumi est plus petit et a une peau de tambour plus ornée, l'ōtsuzumi est plus grand et sa tête prend un aspect cuir plus clair. Le son est également plus élevé et plus net en hauteur, ressemblant plus à un « pop » qu'au « pon » du tsuzumi. La structure en forme de sablier est légèrement plus grande et les têtes du tambour sont nouées très serré. L'ōtsuzumi se joue sur le côté du joueur, peut-être en raison de sa taille plus grande et de son poids plus lourd, alors que le tsuzumi se joue sur l'épaule.
Les soins pour les têtes de tambour de l'ōtsuzumi sont particuliers en ce sens qu'elles doivent être gardées au sec en tout temps. En revanche, les têtes des plus petits kotsuzumi doivent toujours être humides. Comme le son de l'ōtsuzumi est censé être plus aigu, le joueur doit s'assurer que la peau des têtes du tambour reste aussi resserrée que possible, ce qui est le mieux réalisé lorsque les têtes sont gardées au sec. Pour garder les peaux sèches, elles sont souvent conservées près d'une sorte de four japonais d'ancien style appelé hibachi. Lorsque le joueur est prêt à jouer, il prend les peaux et les lie au corps de l'ōtsuzumi aussi étroitement que possible. Compte tenu de la nature des têtes de l'instrument, elles s'abiment après un certain nombre de séances. Comme elles sont très coûteuses, au moins un millier de dollars par paire, le joueur doit mesurer combien de fois et combien de temps il joue de son instrument. S'il prend bien soin des têtes, il peut les utiliser jusqu'à dix représentations, après quoi les têtes montrent des signes d'usure, elles perdent leur qualité sonore désirée et doivent être remplacées.
Comme le tsuzumi, l'ōtsuzumi est également frappé à mains nues par l'instrumentiste. Comme les peaux de tambour sont très bien tendues, il est souvent douloureux de jouer de cet instrument et le joueur doit développer des callosités sur ses doigts pour jouer confortablement. Le joueur doit prendre soin de ses callosités, prendre un couteau et les raser de temps en temps avant qu'elles ne deviennent trop grosses.